# 激突ペナントレース
『激突ペナントレース』（げきとつぺなんとれーす）は、コナミから発売されたMSX2用<メガROMカートリッジ>の野球ゲーム。1988年に『THEプロ野球 激突ペナントレース』が、1989年に『激突ペナントレース2』と2作品が発売され、通称はそれぞれ「激ペナ」、「激ペナ2」。

## ゲームシステム
- チームエディットで好きなように自分のチームで戦えることができる。
- ペナントレースは当時のプロ野球と同じで最大130試合まで行なえる｡ただしチーム記録だけで個人成績などは変わらない｡
- 1・2それぞれ6チームが最初から登録してあるが、実在のプロ野球とはまったく関係ないチームばかりである。
  - KOBE LINES（当時コナミ本社が神戸だった／選手名はおもに神戸の地名）
  - DARKS（2ではNEO DARKS）
  - FLYERS（選手名はしでんかい、しゅみっとなど航空機の名前）
  - BRENDS（選手名はおもにコーヒーのブランド名）
  - PROGRAMS（選手名はあせんぶらなどプログラム関係の名前）
  - RIDERS

## THEプロ野球 激突ペナントレース
- MSX2は、ハードウェア的に縦方向のスクロール機能しか備えておらず、ゆえに両翼に打球が飛んだ際に画面が切り替わる方式が採られた。この画面切り替えのため、両翼への打球を取るのに慣れが必要である｡
- 投球が立体的で、ほぼ全方向に投げる事ができ、高低の投げ分けも可能。
- 7回になると「ラッキーセブン」としてそれぞれ攻撃側の打力がアップするという演出がある。

## 激突ペナントレース2
- ハードウェアの縦スクロールに加えてVDPの表示位置補正（SET ADJUST機能）を横方向に適用することで全方向スムーズスクロールを可能とし、前作の問題点である画面切り替えが解消され、MSX2の野球ゲームでは初の全方向スムーズスクロールとして注目された。ただし前作ではSCREEN5で描き込まれていたグラフィックが、今作では高速な描画が可能なかわりに表現力の劣るSCREEN4を使用したことで、多少チープ感のある画面となった。
  - この事はスクロール以外にも両ゲームの差に大きな違いを生んだ。前作では1試合あたりの試合時間が30分余りかかっていたが、今作では20分余りに短縮されている。
- 投球が平面的な物に変更され、高低の投げ分けが不可能になっている。
- 得点圏にランナーが出ると応援歌に『グラディウス』1面のテーマが、本塁打35本以上の選手が打席に立つと元阪神のランディ・バースのアレンジテーマが流れる。
- 「ラッキーセブン」の演出は強化され、攻撃側の打力強化以外に、それぞれ攻撃側応援団チアガールのダンスが現れる演出がある。
- 「たまごスタジアム」「みどりスタジアム」の2種類の球場が用意された。前者は東京ドームをモデルとしたドーム球場で、後者はグリーンスタジアム神戸をモデルとした屋外球場である。
- 前作『THEプロ野球 激突ペナントレース』で作成したチームをコンバートして使用することができる。

## 反響
- チームエディットは過熱し、出版社にフロッピーディスクや手書きのチームデータを送って「観戦モード」で対戦させる全国大会が行なわれた。当時のMSX専門誌「MSXマガジン」「MSX・FAN」両誌のみならず、竹書房の4コマ誌「まんがライフオリジナル」でも「ぼのぼのと野球しよう!」という企画名で開催されている。
- 投球の高低や応援歌やファインプレーの導入などのシステムは改良されて、後に発売される生中継68（英語版）や実況パワフルプロ野球でも採用された[1][2]。